# زلاتیبور
زلاتیبور (به صربی: Zlatibor) یک رشته‌کوه در صربستان است که در چایتینا واقع شده‌است. زلاتیبور ۱٬۴۹۶ متر بالاتر از سطح دریا واقع شده‌است.